# ハウスキーパー (日本共産党)
ハウスキーパーとは、日本共産党男性党員や活動家の世話したり、または一緒に生活していた女性の総称。基本的に当該女性らは同党のシンパ、党員または活動家であった。

## 概要
特に戦前において、日本共産党の男性活動家の世話、または同棲していた女性活動家や女性シンパ、を意味する言葉。非合法な共産党活動をする男性への世間の眼をごまかすために同棲者、実質的には妻同様の役目をする。「オルグ」「レポ(同党内で「連絡」の意)」のように党内用語であったが、外部にも伝わった。それ以前はマスメディアなど党外では、彼女らを「情婦」「内妻」「内縁」と呼んでたが、戦前中に党外にも伝わった。戦前の1933年に検挙された山下平次は「(日本共産党における)ハウスキーパー」とは逮捕後に何かを解説している。彼によると独身男性(一人暮らしの男性)は目立つこと、家を留守にすることが危険であること、警察などが来た際に時間稼ぎ役にすること、担当男性活動家が検挙された際に関係物品を処分する役目などを理由に男性党員が必要時に上層部に「請求」していたと明かした。同党では「レポーター(連絡員)」を兼任する「ハウスキーパー」は「セクレタリー(秘書の英語)」と呼んでいたこと、党内では「ハウスキーパーは家政婦、夫婦関係(偽装)はセクレタリー」との分類で呼ぶ人もいたと語っている。日本共産党員の福永操(女性党員)は、「妻」と呼ばれていても「ハウスキーパー」に過ぎない女性らが沢山いたと明かした。彼女は妻と呼ばれていてもハウスキーパーだった「婦人同志」らの名前を上げている。
戦後の日本共産党では、「いわゆるハウスキーパー」との表現が用いられる。戦前の非合法政党時代からの日本共産党の活動家であり、1958年に党の書記長に就任してから40年間日本共産党を指導した宮本顕治は、男性活動家の世話をする女性「いわゆるハウスキーパー」の存在、同棲や男女関係になるケースの存在、男性活動家側が無責任だった際に「ハウスキーパー」をしていた女性らに被害を与えたケースがあったことを1980年に認めている。
戦前には、一時期非合法活動に近い場面に身をおき、戦時中には、情報局の嘱託であった平野謙は、最初のハウスキーパーは、1928年9月から翌年4月まで山代吉宗と同居した田中ウタであろうと推定し、「革命運動のために若い男女が共同生活を送らざるを得ない特殊な実態があっただけ」とし、諸資料を挙げて、最初のハウスキーパーである田中ウタと山代吉宗には性的な関係はなかったことを明かしている。また「田中清玄は性的放縦に流れやすいハウスキーパー制度に対して、かなり厳しい規律を要求していた」とも述べている。他にも宮本顕治の「日本共産党はハウスキーパーという制度というものをかつて採用したことはなかった。個々の党員が夫々（それぞれ）婦人党員と同居することは、その人達の自由であって、党は干渉しなかった。これらの党員が検挙されるとこれを様々な猟奇的歪曲によってセンセーショナルな報道をやった」 を引いて、「私なりに素描してきたハウスキーパー制度の歴史の実情 に即していない」と自己批判している。ただし、「宮本顕治のようなキレイゴトの原則論だけでは説明しきれないと思う」とも述べている。実際、宮本顕治自身も「婦人の活動家がいわゆるハウスキーパーとなり、そこから同棲という男女関係になる場合もあった。それについての、とくに男性側の無責任な態度が一部にあった」と認めている。
当時の報道機関の中には、この「ハウスキーパー」制度を取り上げ、“共産党による、党員やシンパの女性を食い物にする性奴隷制度である”と批判されている。例えば、ハウスキーパーという語自体は記述されていないものの共産党員の性関係を批判する記事は、前述する婦人朝日の記事から14年前には存在が確認できる。いわゆる左派的な思想家と考えられていた平塚らいてうも、『婦人公論』1933年3月号131頁より「女性共産党員とその性の利用」と題した記事において、
という言葉から始まる「党のために犠牲となった婦人党員たち自身の性思考について」が述べられており、「新時代の新しい型の男性奴隷」であるとし、「女性としてのはつきりした自覚をもち、女性の立場にしつかりと足を踏みしめて、社会運動に参加してほしいと思ひます」と締めくくっている。
「ハウスキーパー」については、純粋な気持ちで共産党活動に加わった若い女性が好きでもない男性活動家と生活させられ、嫌がる女性は「プチブル根性」と批判された構造にも批判がある。
前述の「ハウスキーパー」に批判的な女性党員、左派女性活動家ら、後述のように戦後も「ハウスキーパー」をしていたことへの後悔を明かした女性がいる一方で、宮本顕治の妻で同党の女性活動家である宮本百合子の評価は異なる。
宮本百合子の場合は、下記のように主張している。
しかし、小坂多喜子(上野壮夫の妻)は、戦前の小林多喜二の遺体引取現場に同席していたが、その際に小林多喜二の「ハウスキーパー(若い女性)」の様子を目撃している。この際に、同党の「ハウスキーパー」制度について、「地下運動をする男性の、世間の眼をごまかすための同棲者、実質的には妻同様の役目をする。」「イデオロギーの便宜のための、そういう女性の役目に私は釈然としないものを感じるのだ。女としての立場から納得のいかない」と不快感を感じたと1973年に表明している。

### 戦後の「ハウスキーパー」
いわゆる「ハウスキーパー」と呼ばれる日本共産党の活動家男性を女性シンパや女性活動家が世話をする制度は戦後(1979年8月時点)も存在したとの証言があり、当事者の鈴木慶子は1979年8月に「本当に青春を棒にふったような気がします」「ハウスキーパーというのは、結局使い捨てということでしょうね」と嘆いている。

## 例
- 熊沢光子（大泉兼蔵） ‐ 弁護士の娘。獄中自殺。
- 根本松枝（小畑達夫） ‐ 市ヶ谷刑務所長の娘
- 田中ウタ（山代吉宗、袴田里見） ‐ 1907年群馬県滝川村生まれ。高等小学校卒。工場労働者。兄の感化により共産主義研究に入り、山代とともに日立製作所に潜入し活動。[10][11][12][13]
- 河上芳子（大塚有章） ‐ 河上肇の娘。大塚は母方の叔父。
- 福永操（是枝恭二） ‐ 自著『あるおんな共産主義者の回想』で体験談を執筆。
- 中村恒子（福本和夫） ‐ 日本女子大学卒。マルクス主義勉強会の女子学連の女子学生たちが福本のハウスキーパーを務める中、福本に気に入られ、福本の大阪派遣に同行し逮捕、女子学連について供述し、女子学生たちの逮捕に繋がった。[11][14]
- 平林せん（河合悦三）[11]
- 中本たか子（田中清玄、岩尾家定） ‐ 自著『光くらく』で体験談を執筆[11]。
- 森田京子（三田村四郎） ‐ 和歌山県の豪農の娘で東京女子大学卒。逮捕後、三田村に妻子があることを知り鬱病となる[11][15][16]。
- 小松ちづ子（宮原省久） ‐ 東京女子学大卒。[17]
- 伊藤ふじ子（小林多喜二） ‐ 1911生-1981没。山梨県北巨摩郡清哲村生まれ、甲府第一高女卒。上京後日本プロレタリア劇場同盟にはいり舞台にたち、1932年多喜二と結婚。多喜二の「党生活者」に登場するハウスキーパーの笠原のモデルと言われる。多喜二の没後、政治漫画家の森熊猛の妻となる[18][19]。

## 関連文献
- 『運動史研究』第4巻掲載、座談会「ハウスキーパーの虚像と実像」出席者は原泉、福永（是枝）操、石堂清倫、宮内勇。聞き手は河合勇吉、伊藤晃（三一書房、1979年8月）
- 石川捷治「社会主義者における『性』と政治-日本の一九二〇～三〇年代を中心として-」『日本政治學會年報政治學』第54巻、日本政治学会、2003年、161-177頁、doi:10.7218/nenpouseijigaku1953.54.0_161、ISSN 0549-4192、NAID 130006905327。
- 小林多喜二における「歪曲」の言説  4章 小林多喜二の「安子」における女性人物の表現―「党生活者」の笠原をめぐる「歪曲の言説」との関係から梁喜辰 中央大学大学院文化研究科博士論文　2015